# Музей Зигмунда Фрейда (Вена)

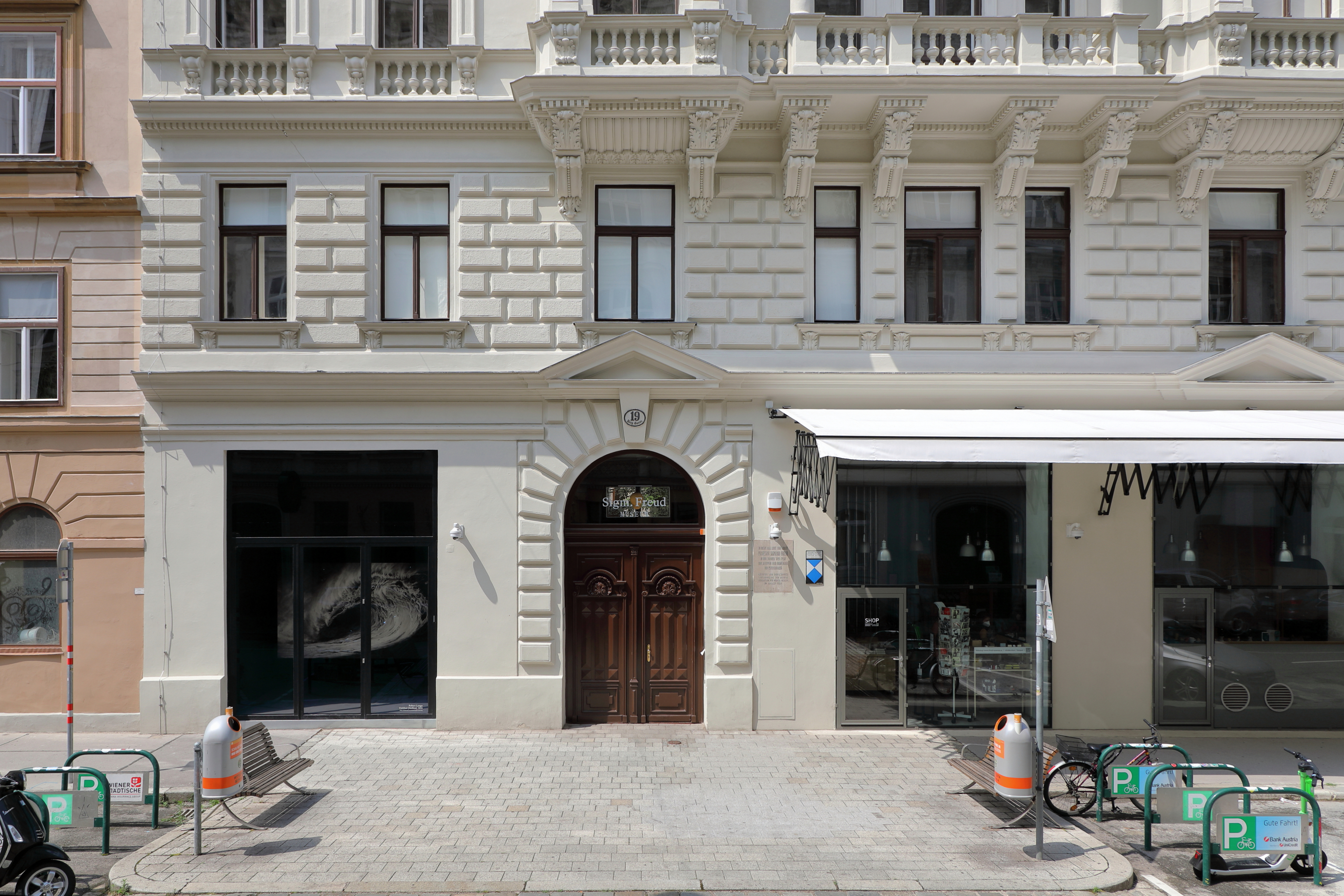
Музей Зигмунда Фрейда в Вене, Берггассе 19

Музей Зигмунда Фрейда (нем. Sigmund Freud Museum) в Вене расположен в доме № 19 по Берггассе. В музее представлена экспозиция, повествующая о жизни и психотерапевтической практике Зигмунда Фрейда.
Первоначально музей представлял собой квартиру Фрейда, где он жил вместе со своей семьёй начиная с 1891 года. Помимо этого в квартире также находился рабочий кабинет Зигмунда Фрейда, а также приёмная, где он консультировал своих пациентов. Прожив в этой квартире 47 лет, Фрейд и его семья по причине своего еврейского происхождения вынуждены были в 1938 году бежать из Вены, где власть захватили нацисты, в Лондон.
Музей Зигмунда Фрейда состоит из нескольких помещений, часть из которых ранее была жилым пространством семьи Фрейд, а часть служила рабочими помещениями. К числу последних относятся комната ожидания, где пациенты Фрейда ждали своей очереди на приём психотерапии, приёмная и рабочий кабинет Зигмунда Фрейда. Помимо этого в музее находится самая большая в Европе библиотека, посвящённая проблемам психоанализа и насчитывающая 35 000 томов.
В музее находятся также вещи, принадлежавшие ранее семье Фрейд, среди которых некоторые предметы античной коллекции Зигмунда Фрейда, его личные вещи и рабочие принадлежности. 
Добраться до Музея Фрейда в Вене можно на метро. Музей Фрейда находится недалеко от станций  «Schottentor»(ветка U-2) и «Schottenring» (ветка U-4).
Знаменитая кушетка, на которой в момент сеансов психоанализа лежали пациенты, находится в Лондоне, как и большая часть принадлежащих Фрейду вещей. Их, в свою очередь, можно осмотреть в музее Зигмунда Фрейда в Лондоне.
Также помимо музеев в Вене и Лондоне с 2006 года существует и музей Фрейда в чешском городке Пршибор, где находится дом, в котором родился Фрейд.